# عباس‌آباد (بخش مرکزی مرودشت)
عباس‌آباد یک روستا در ایران است که در دهستان مجدآباد شهرستان مرودشت واقع شده‌است. عباس‌آباد ۵۰۵ نفر جمعیت دارد.